# Shadow Warrior (videojuego de 1997)
Shadow Warrior es un videojuego de disparos en primera persona desarrollado por 3D Realms y publicado por GT Interactive Software. La versión shareware se lanzó para PC el 13 de mayo de 1997, mientras que la versión completa se lanzó el 12 de septiembre de 1997. Shadow Warrior se desarrolló utilizandoel motor Build de Ken Silverman y mejoró el anterior juego de motor Build de 3D Realms, Duke Nukem 3D. Mark Adams portó Shadow Warrior a Mac OS en agosto de 1997.
Las mejoras del juego incluyeron la introducción de situaciones reales de habitación en habitación, el uso de vóxeles 3D en lugar de sprites 2D para armas y elementos de inventario utilizables, agua transparente, escaleras escalables y una variedad de vehículos para conducir (algunos armados con armas) . Aunque violento, el juego tenía su propio sentido del humor y contenía algunos temas sexuales. Una combinación de Shadow Warrior y Duke Nukem 3D: Atomic Edition fue publicada por GT Interactive Software en marzo de 1998, titulada East Meets West.
En 2005, 3D Realms lanzó el código fuente de Shadow Warrior (incluido el código objeto del motor de compilación compilado) bajo la licencia GPL-2.0 o posterior, lo que resultó en el primer puerto fuente un día después, el 2 de abril de 2005. En 2013, Devolver Digital anunció que el juego sería gratuito por tiempo limitado en Steam. Más tarde, Devolver Digital anunció que ofrecería permanentemente el juego de forma gratuita.
Un reinicio, también titulado Shadow Warrior, fue desarrollado por Flying Wild Hog y publicado por Devolver Digital, lanzado el 26 de septiembre de 2013.

## Resumen
Lo Wang es guardaespaldas y ejecutor de Zilla Enterprises, un poderoso conglomerado que controla todas las industrias importantes en un Japón futurista. Aunque es consciente de la corrupción y el crimen sin control que ha resultado del dominio de Zilla Enterprises, Lo Wang está demasiado contento con su posición bien pagada para desafiar a sus empleadores. Esto cambia cuando Master Zilla, el presidente de la compañía que desea aún más poder y riqueza, se embarca en un plan para conquistar Japón usando criaturas del "lado oscuro", habiendo formado una alianza con las antiguas deidades que los gobiernan. Cuando descubre esto, Lo Wang descubre que ya no puede soportar la maldad de Zilla y deja su trabajo. El Maestro Zilla pronto se da cuenta de la amenaza que representa Lo Wang y ordena a las criaturas que lo maten.
Obligado a luchar por su vida, Lo Wang logra matar a docenas de los secuaces de Zilla hasta que descubre que Zilla también hizo asesinar a su antiguo mentor, el Maestro Liep. Siguiendo las últimas palabras de su mentor, Lo jura poner fin a los planes de Zilla. El juego termina con Lo Wang derrotando al Maestro Zilla, quien intenta y falla en matarlo mientras pilotea un enorme robot de guerra con el estilo de un samurái. Sin embargo, Zilla puede escapar e informa a su antiguo guardaespaldas que algún día se volverán a encontrar.

## Jugabilidad
Shadow Warrior es un juego de disparos en primera persona similar a Duke Nukem 3D y que utiliza el mismo motor Build. Los jugadores navegan por el protagonista, Lo Wang, a través de entornos tridimensionales o "niveles". A lo largo de los niveles hay enemigos que atacan a Lo Wang, que el jugador puede matar usando armas como una katana. Shadow Warrior también presenta acertijos que deben resolverse para progresar en varios niveles.
El arsenal de armas de Lo Wang incluye armas de temática japonesa como shurikens, que "probablemente [se] dejarían de lado en favor de [un] arma divertida de alta tecnología" en desarrollo, y una katana, y marcó la primera aparición de una bomba lapa en un FPS, una idea popularizada más tarde por Halo. También incluye armas como Uzis, una pistola antidisturbios que dispara cartuchos de escopeta, y el cañón de riel inspirado en Eraser (Lo Wang dice con frecuencia "¡Es hora de que te borren! ¡Ja, ja!" cuando levanta esta arma). Además, la cabeza y el corazón de ciertos enemigos se pueden usar como armas.
Shadow Warrior era un juego ambicioso, que contenía muchas características que no se vieron hasta los juegos de disparos en primera persona posteriores. Por ejemplo, el juego presenta torretas y varios vehículos (como tanques) en los que el jugador puede conducir libremente, escaleras escalables y múltiples modos de disparo para varias armas.

## Desarrollo
El desarrollo de Shadow Warrior comenzó a principios de 1994 como Shadow Warrior 3D, y se lanzaron capturas de pantalla preliminares con Hocus Pocus en mayo de 1994. A Jim Norwood se le ocurrió la idea del juego, George Broussard diseñó el personaje Lo Wang y Michael Wallin hizo un concepto . bocetos.
Broussard en 1996 declaró: "Queremos que Shadow Warrior supere a Duke Nukem 3D en características y jugabilidad y eso es una tarea MUY ALTA". Con este fin, se agregó más humor irónico al juego existente para que coincida mejor con el estilo del popular Duke Nukem 3D . La versión shareware de Shadow Warrior fue publicada en Norteamérica por GT Interactive Software el 13 de mayo de 1997 y la versión completa se publicó el 12 de septiembre de 1997. En el E3 de 1997, se dedicó un área en el stand de GT Interactive Software a Shadow Warrior.

### Banda sonora
Lee Jackson, que ya había compuesto la banda sonora de Duke Nukem 3D , también compuso la banda sonora de Shadow Warrior. Se utilizó un teclado Kurzweil K2500R5 para producir la música. Guerrero de las sombrasutiliza las pistas de audio del CD del juego para la reproducción de música en lugar del dispositivo MIDI del sistema, lo que permite una mayor calidad general y el uso de muestras y efectos que no son posibles con la música MIDI. Esto permitió a Lee Jackson incluir una amplia variedad de instrumentos que respaldan el tema de Asia oriental del juego, así como incluir pistas ambientales que dependen de un diseño de sonido avanzado. El soporte MIDI, incluidas las versiones MIDI de cinco canciones de la banda sonora del juego, se agregó exclusivamente a la versión shareware, que debía mantenerse en un tamaño pequeño.
Se incluyó una canción especial llamada Lo Wang's Rap en una de las pistas de audio del disco del juego. Fue creado a partir de fragmentos de sonido y tomas descartadas de sesiones de grabación con John William Galt, el actor de voz elegido para el papel de Lo Wang. Esta canción se reprodujo durante la secuencia de créditos después de completar el juego. Jackson escribió y grabó una pista de música de acompañamiento y luego usó un DAW para arreglar las voces sobre ella de una manera que sonara como si Lo Wang realmente estuviera rapeando. La canción fue lanzada como MP3 en el sitio web de 3D Realms en 1999.

## Lanzamiento

### Versiones
- Shadow Warrior Registered es la versión 1.2 original lanzada el 12 de septiembre de 1997 para MS-DOS y el 1 de octubre de 1997 para Mac OS.
- Shadow Warrior Classic Complete es la versión para PC de Shadow Warrior que se lanzó en GOG.com e incluye el juego principal y los dos paquetes de expansión, Wanton Destruction y Twin Dragon. Si bien la versión Steam es gratuita (ver más abajo), la versión GOG.com solía ser paga y tiene una copia digital de la banda sonora del juego en MP3 y FLAC y el manual del juego entregado con el juego. Publicado por Devolver Digital, fue lanzado el 15 de noviembre de 2012, utilizando DOSBox para ejecutarse en sistemas modernos.[14] Desde el 2 de septiembre de 2016, con el lanzamiento de Classic Redux en GOG, Classic Complete pasó a ser gratuito.
- Shadow Warrior (iOS) es la versión para iOS de Shadow Warrior que fue portada y publicada por el desarrollador independiente General Arcade. Fue lanzado el 19 de diciembre de 2012 a la App Store.[15]
- Shadow Warrior Classic (anteriormente Shadow Warrior Original) es la versión original de MS-DOS de Shadow Warrior que se lanzó en Steam usando DOSBox. Es un juego gratuito e incluye la versión registrada original, pero no incluye los paquetes de expansión. Publicado por Devolver Digital, fue lanzado el 29 de mayo de 2013.[16]
- Shadow Warrior Classic Redux es una versión para PC de Shadow Warrior, lanzada en GOG.com y Steam para Microsoft Windows, OS X y Linux con el juego principal y los dos paquetes de expansión, Wanton Destruction y Twin Dragon . Desarrollado por General Arcade y publicado por Devolver Digital, se lanzó el 8 de julio de 2013 con gráficos e imágenes OpenGL mejorados, audio remasterizado y compatibilidad con PC moderna.[17]
- Shadow Warrior (Classic) es la versión para PC reconstruida con soporte para Microsoft Windows y OS X, publicada por 3D Realms como parte del 3D Realms Anthology Bundle , fue lanzada el 23 de octubre de 2014 en su propio sitio web y el 5 de mayo de 2015 en Steam.

### Paquetes de expansión
Se lanzaron dos paquetes de expansión, Wanton Destruction y Twin Dragon. El tercero, Deadly Kiss de SillySoft, permanece inédito, pero las capturas de pantalla se publicaron en enero de 1998.
- Twin Dragon se lanzó como descarga gratuita el 4 de julio de 1998. Fue creado por Level Infinity y Wylde Productions. El juego revela que Lo Wang tiene un hermano gemelo, Hung Lo, de quien se separó cuando era niño. Hung Lo se convierte en una persona oscura cuyo objetivo es destruir el mundo. Al igual que Master Zilla, usa las criaturas del "lado oscuro", el inframundo criminal y los restos de Zilla para promover sus objetivos. Lo Wang tiene que viajar a través de sus oscuros secuaces, llegar a su palacio y derrotar al malvado Twin Dragon Hung Lo de una vez por todas. El juego presenta 13 nuevos niveles, nuevos sonidos, ilustraciones y un nuevo jefe final, Hung Lo, quien reemplazó a Zilla.
- Wanton Destruction fue creado por Sunstorm Interactive y probado por 3D Realms, pero el distribuidor no lo lanzó. Charlie Wiederhold presentó los cuatro mapas que creó en 3D Realms y, en consecuencia, fue contratado como diseñador de niveles para Duke Nukem Forever. Con permiso, publicó los mapas el 22 de marzo de 2004. El 5 de septiembre de 2005, Anthony Campiti, expresidente de Sunstorm Interactive, notificó a 3D Realms por correo electrónico que había encontrado el complemento Wanton Destruction, y se lanzó para gratis el 9 de septiembre de 2005.[19] El complemento narra las aventuras de Lo Wang después del juego original. Visita a sus familiares en Estados Unidos, pero se ve obligado a luchar contra las fuerzas de Zilla nuevamente. El juego culmina con una batalla contra Master Zilla sobre las calles de Tokio, que termina con la muerte de Master Zilla. El juego presenta 12 nuevos niveles, nuevas ilustraciones y un par de nuevos reemplazos de enemigos, como enemigos humanos; aunque todavía actúan como sus contrapartes originales.

## Recepción
NPD Techworld, una firma que rastreaba las ventas en los Estados Unidos, reportó 118.500 unidades vendidas de Shadow Warrior en diciembre de 2002.
Las críticas de los críticos son en su mayoría positivas y las calificaciones varían de promedio a positivas. Thierry Nguyen de Computer Gaming World comentó: "Shadow Warrior es un juego de acción promedio. Si bien hay algunas buenas mejoras en el motor BUILD y un buen diseño de niveles e IA enemiga, el resto del juego es mediocre". Por el contrario, GamePro dijo que "Shadow Warrior obtiene una puntuación alta tanto en estilo como en diseño de niveles. Está mejorado por un alto nivel de dificultad, una gran banda sonora de audio y música ambiental y entornos que realmente puedes creer que existen." Tim Soete de GameSpot lo llamó "una entrada tardía en el reino de los juegos de acción basados en sprites que es bastante divertido a pesar de sus cualidades anticuadas". El crítico de GamingOnLinux, Hamish Paul Wilson, decidió en una retrospectiva posterior que Shadow Warrior era el más débil de los tres principales juegos de motor Build, afirmando que su juego de armas era el "menos equilibrado y sus niveles tenían más probabilidades de caer en el tedio o la frustración".

### Legado
3D Realms lanzó el código fuente del motor Shadow Warrior el 1 de abril de 2005 bajo la licencia GPL-2.0 o posterior. Debido al momento del lanzamiento del código fuente, algunos usuarios creyeron inicialmente que se trataba de una broma del Día de los Inocentes. El primer puerto de origen, JFShadowWarrior, fue creado por Jonathon Fowler y lanzado un día después, el 2 de abril de 2005, incluido el soporte de Linux y las mejoras de su puerto de origen JFDuke3D. Desde enero de 2015, no ha habido nuevas versiones de JFShadowWarrior desde el 9 de octubre de 2005. Shadow Warriorpara iOS fue lanzado el 19 de diciembre de 2012 por 3D Realms y el desarrollador independiente General Arcade.
El sitio web oficial fue creado por Jeffrey D. Erb y Mark Farish de Intersphere Communications Ltd.
Se publicaron dos novelas originales con Lo Wang. For Dead Eyes Only fue escrito por Dean Wesley Smith y You Only Die Twice por Ryan Hughes. Los títulos de las novelas parodian los títulos de la serie de libros de James Bond de Ian Fleming.